# Chelaseius valliculosus
Chelaseius valliculosus är en spindeldjursart som beskrevs av Kolodochka 1987. Chelaseius valliculosus ingår i släktet Chelaseius och familjen Phytoseiidae. Inga underarter finns listade i Catalogue of Life.